# IC 5332
IC 5332（PGC 71775）是位於玉夫座中的一個中間螺旋星系，距離地球約3,000萬光年。IC 5332是一個精緻的螺旋星系，異常微弱且對稱，從地球上看過去，該星系幾乎正面面對地球。
IC 5332被分類為SABc，位於銀河系南方。IC 5332表面亮度非常低，只有23.8等/平方弧秒。
IC 5332是一個晚型螺旋星系，可以觀測到恆星正在形成，但是速度極低，故成為一個穩定的非星暴星系。

## 外部連結
- WikiSky上关于IC 5332的内容：DSS2, SDSS, GALEX, IRAS, 氢α, X射线, 天文照片, 天图, 文章和图片